# Coca (Segóvia)
Coca é um município da Espanha na província de Segóvia, comunidade autónoma de Castela e Leão, de área 98,51 km² com população de 2005 habitantes (2004) e densidade populacional de 20,35 hab/km².

## Demografia
| Variação demográfica do município entre 1991 e 2004 | Variação demográfica do município entre 1991 e 2004 | Variação demográfica do município entre 1991 e 2004 | Variação demográfica do município entre 1991 e 2004 |
| --------------------------------------------------- | --------------------------------------------------- | --------------------------------------------------- | --------------------------------------------------- |
| 1991                                                | 1996                                                | 2001                                                | 2004                                                |
| 2031                                                | 2027                                                | 1921                                                | 2005                                                |

## Património
- Castelo de Coca, jóia da arte gótico-mudéjar espanhola